# Urera nitida
Urera nitida är en nässelväxtart som först beskrevs av Vell., och fick sitt nu gällande namn av P. Brack. Urera nitida ingår i släktet Urera och familjen nässelväxter. Inga underarter finns listade i Catalogue of Life.